# إريكا لارسن
إريكا لارسن (بالإنجليزية: Erika Larsen)‏ هي صحفية أمريكية، ولدت في القرن العشرين في واشنطن العاصمة في الولايات المتحدة.